# Éclats de vie
Éclats de vie (Kırık Hayatlar) est une telenovela turque produite par Nöbetçi Yapım et Inter Medya et diffusée par Kanal D et teve2 entre le 23 août 2021 et le 12 janvier 2022. 
En France, le feuilleton a été remonté en 125 épisodes de 45 minutes et diffusée depuis le 13 juin 2025 sur Novelas TV.

## Synopsis
De retour à Izmir, Deniz, une jeune artiste, accepte un emploi dans un studio photo. Elle y rencontre Cinar, l’héritier rebelle de la riche famille Kocabey, qui lutte contre les ambitions de son entourage pour vivre sa passion. Leur amour naissant révèle peu à peu de lourds secrets familiaux.
Entre amour interdit, trahisons et révélations, Deniz et Cinar devront affronter ensemble un passé obscur qui pourrait tout détruire. Leur amour survivra-t-il à la tourmente ?

## Distribution
- Meltem Akçöl : Deniz Yılmaz Kocabey
- Erdem Yılmaz : Çınar Kocabey
- Mine Çayıroğlu : Ahu Kocabey
- Burcu Almeman : Aysel Yılmaz
- Atsız Karaduman : Fehmi Kocabey
- Can Ceylan : Yalçın Kocabey
- Arbnora Ademaj : Leyla Kocabey
- Zafer Öztürk : Şevki Yılmaz
- Hatice İrkin : Öykü Yılmaz
- Yeşim Çelebi : Esin Kocabey
- Sedat Berke Özkök : Mert Kocabey
- Uğurhan Tekin : Serdar Yüksel
- Mustafa Bademoğlu : Özgür Yüksel
- Felicia Sağnak : Ela Erduran
- Erdi Ünver : Barış

## Version française
La version française est assurée par Studio Plug-in au Maroc.  
Avec les voix d'Hélène Tran, Guillaume Escaffre, Fanny Dalmau, Christophe Cérino, Sophie Pastrana, Eric Cuvelier, Assil El Bakkouri, Yazid El Hachimy, Mounia Bennis, Corinne Troisi, Layla Hajji, Dounia Elmedkouri, Claire Staub, Rodolphe Abbassi, Jean-Albert Margaine, Serge Barreau, Nathalie Leplay, Saad Jawal, Hamza Toujiri, Dominique Saouri, Mouna Belgrini, Anna Fhima, Saad Laroui, Michele Lepez, Adrien Caminada, Nabil Benani, Brahim Bihi et Gabriel Delmas.  